# Spartan South Midlands Football League
La Spartan South Midlands Football League è una lega calcistica inglese che copre l'Hertfordshire, il nord-ovest della Greater London, il centro del Buckinghamshire e il sud del Bedfordshire. È alimentata dalla Southern Football League o dall'Isthmian League, e si compone di cinque divisioni – tre per le squadre (Premier Division, Division One e Division Two), e due per le squadre di riserva (Reserve Division One e Reserve Division Two).
La lega è stata fondata nel 1997 dalla fusione tra la Spartan League e la South Midlands League. È nota anche come Molten Spartan South Midlands Football League per motivi di sponsorizzazione.
La Premier Division occupa lo step 5 (o livello 9) del National League System, le divisioni One e Two occupano rispettivamente lo step 6/livello 10 e lo step 7/livello 11 del National League System. Le divisioni per le squadre di riserva non fanno parte del National League System.

## Squadre stagione 2023-2024
Premier Division
| Partecipanti            |
| ----------------------- |
| Real Bedford            |
| MK Irish                |
| Leverstock Green        |
| FC Romania              |
| St. Panteleimon         |
| Harpenden Town          |
| Biggleswade Utd         |
| Tring Athletic          |
| London Lions            |
| Colney Heath            |
| Dunstable Town          |
| Cockfosters             |
| Potton United           |
| Stansted                |
| Aylesbury Vale Dyn.     |
| Arlesey Town            |
| Baldock Town            |
| Shefford Town & Campton |
| Crawley Green           |
| Sawbridgeworth Town     |

Division One
| Partecipanti               |
| -------------------------- |
| Northampton ON Chenecks    |
| Moulton                    |
| Wellingborough Whitworth   |
| Northampton Sileby Rangers |
| Winslow Utd                |
| Leighton Town development  |
| Royston Town U23           |
| Ampthill Town              |
| Langford                   |
| Cranfield Utd              |
| Long Buckby                |
| Buckingham                 |
| Rothwell Corinthians       |
| Huntingdon Town            |
| Raunds Town                |
| Eaton Socon                |
| Letchworth Eagles          |
| Rushden & Higham Utd       |
| Irchester Utd              |
| Burton Park Wanderers      |

Division Two
| Partecipanti                     |
| -------------------------------- |
| AFC Welwyn                       |
| Newport Pagnell Town development |
| Codicote                         |
| Old Bradwell Utd                 |
| MK College                       |
| Pitstone & Ivinghoe              |
| Bovingdon                        |
| MK Irish Reserves                |
| Totternhoe                       |
| Stony Stratford Town             |
| New Bradwell St Peter            |
| Aston Clinton                    |
| Eynesbury Utd                    |
| Sarratt                          |
| Tring Corinthians                |
| Berkhamsted Raiders              |
| Caddington                       |
| The 61 FC                        |

## Albo d'oro
Nella stagione 1997-1998, la lega venne denominata Spartan South Midlands Football League e le squadre partecipanti vennero divise in Premier Division, Senior e Division One; la prima e la terza divisione vennero inoltre separate geograficamente in North e South.
| Stagione  | Premier North | Premier South | Senior                | One North      | One South |
| --------- | ------------- | ------------- | --------------------- | -------------- | --------- |
| 1997-1998 | Brache Sparta | Brook House   | New Bradwell St Peter | Luton Old Boys | Old Roan  |

Nel 1998, vengono abolite le sezioni geografiche lasciando una semplice struttura a tre livelli.
| Stagione  | Premier Division   | Senior         | Division One        |
| --------- | ------------------ | -------------- | ------------------- |
| 1998-1999 | Barkingside        | Holmer Green   | Bridger Packaging   |
| 1999-2000 | Arlesey Town       | Tring Athletic | Dunstable Town      |
| 2000-2001 | Beaconsfield SYCOB | Letchworth     | Pitstone & Ivinghoe |

Nel 2001, la Senior Division e la Division One vengono rinominate rispettivamente Division One e Division Two.
| Stagione  | Premier Division   | Division One        | Division Two         |
| --------- | ------------------ | ------------------- | -------------------- |
| 2001-2002 | London Colney      | Greenacres          | Mursley Utd          |
| 2002-2003 | Dunstable Town     | Pitstone & Ivinghoe | Buckingham Athletic  |
| 2003-2004 | Beaconsfield SYCOB | Haywood Utd         | Old Dunstablians     |
| 2004-2005 | Potters Bar Town   | Oxhey Jets          | Crawley Green Sports |
| 2005-2006 | Oxford City        | Colney Heath        | Aston Clinton        |
| 2006-2007 | Edgware Town       | Brimsdown Rovers    | AFC Dunstable        |
| 2007-2008 | Beaconsfield SYCOB | Kentish Town        | Kings Langley        |
| 2008-2009 | Biggleswade Town   | Royston Town        | The 61 FC            |
| 2009-2010 | Aylesbury          | Holmer Green        | Berkhamsted          |
| 2010-2011 | Chalfont St Peter  | Berkhamsted         | Padbury Utd          |
| 2011-2012 | Royston Town       | London Colney       | Aston Clinton        |
| 2012-2013 | Dunstable Town     | London Lions        | Kent Athletic        |
| 2013-2014 | Hanwell Town       | Sun Postal Sports   | Hale Leys Utd        |
| 2014-2015 | Kings Langley      | Welwyn G. City      | Hale Leys Utd        |
| 2015-2016 | AFC Dunstable      | Edgware Town        | Kent Athletic        |
| 2016-2017 | London Colney      | Biggleswade FC      | Thame Rangers        |
| 2017-2018 | Welwyn G. City     | Southall            | Park View            |
| 2018-2019 | Biggleswade FC     | Harefield Utd       | Bovingdon            |
| 2019-2020 | Nessun vincitore   | Nessun vincitore    | Nessun vincitore     |
| 2020-2021 | Nessun vincitore   | Nessun vincitore    | Nessun vincitore     |
| 2021-2022 | New Salamis        | Stotfold            | Old Bradwell Utd     |
| 2022-2023 | Leighton Town      | Real Bedford        | Old Bradwell Utd     |